# Condylotes marikovskii
Condylotes marikovskii är en insektsart som beskrevs av Mitjaev 1969. Condylotes marikovskii ingår i släktet Condylotes och familjen dvärgstritar. Inga underarter finns listade i Catalogue of Life.